# Híres Gábor
Híres Gábor (Budapest, 1958. február 26. –) válogatott labdarúgó, középhátvéd. Apja Híres Alajos magyar bajnok labdarúgó a Csepel csapatával.

## Pályafutása

### Klubcsapatban
1966-ban a Vasasban kezdte a labdarúgást. 1977-ben mutatkozott be az első csapatban. A Vasas két bajnoki bronzérmet és két magyar kupagyőzelmet szerzett. 1986-ig 200 bajnoki mérkőzésen 14 gólt szerzett az angyalföldi együttesben. Következő klubja az MTK–VM volt, ahol egyszeres bajnok lett. 1992–93-ban a Hivatásos Labdarúgók Kamarájának elnöke volt.

### A válogatottban
1987-ben 4 alkalommal szerepelt a válogatottban.

## Sikerei, díjai
- Magyar bajnokság
  - bajnok: 1986–87
  - 2.: 1989–90
  - 3.: 1979–80, 1980–81, 1988–89
- Magyar kupa (MNK)
  - győztes: 1981, 1986
  - döntős: 1980
- Közép-európai kupa (KK)
  - győztes: 1983

## Statisztika

### Mérkőzései a válogatottban
| Magyarország | Magyarország      | Magyarország                  | Magyarország | Magyarország | Magyarország  | Magyarország | Magyarország | Magyarország |
| #            | Dátum             | Helyszín                      | Hazai        | Eredmény     | Vendég        | Kiírás       | Gólok        | Esemény      |
| ------------ | ----------------- | ----------------------------- | ------------ | ------------ | ------------- | ------------ | ------------ | ------------ |
| 1.           | 1987. február 8.  | Limassol, Círio Stadion       | Ciprus       | 0 – 1        | Magyarország  | Eb-selejtező | -            |              |
| 2.           | 1987. április 29. | Rotterdam, Feijenoord Stadion | Hollandia    | 2 – 0        | Magyarország  | Eb-selejtező | -            |              |
| 3.           | 1987. május 17.   | Budapest, Népstadion          | Magyarország | 5 – 3        | Lengyelország | Eb-selejtező | -            |              |
| 4.           | 1987. július 28.  | Lipcse, Zentralstadion        | NDK          | 0 – 0        | Magyarország  | barátságos   | -            |              |
|              | Összesen          |                               |              | 4            | mérkőzés      |              | 0            | gól          |